# Masque chirurgical

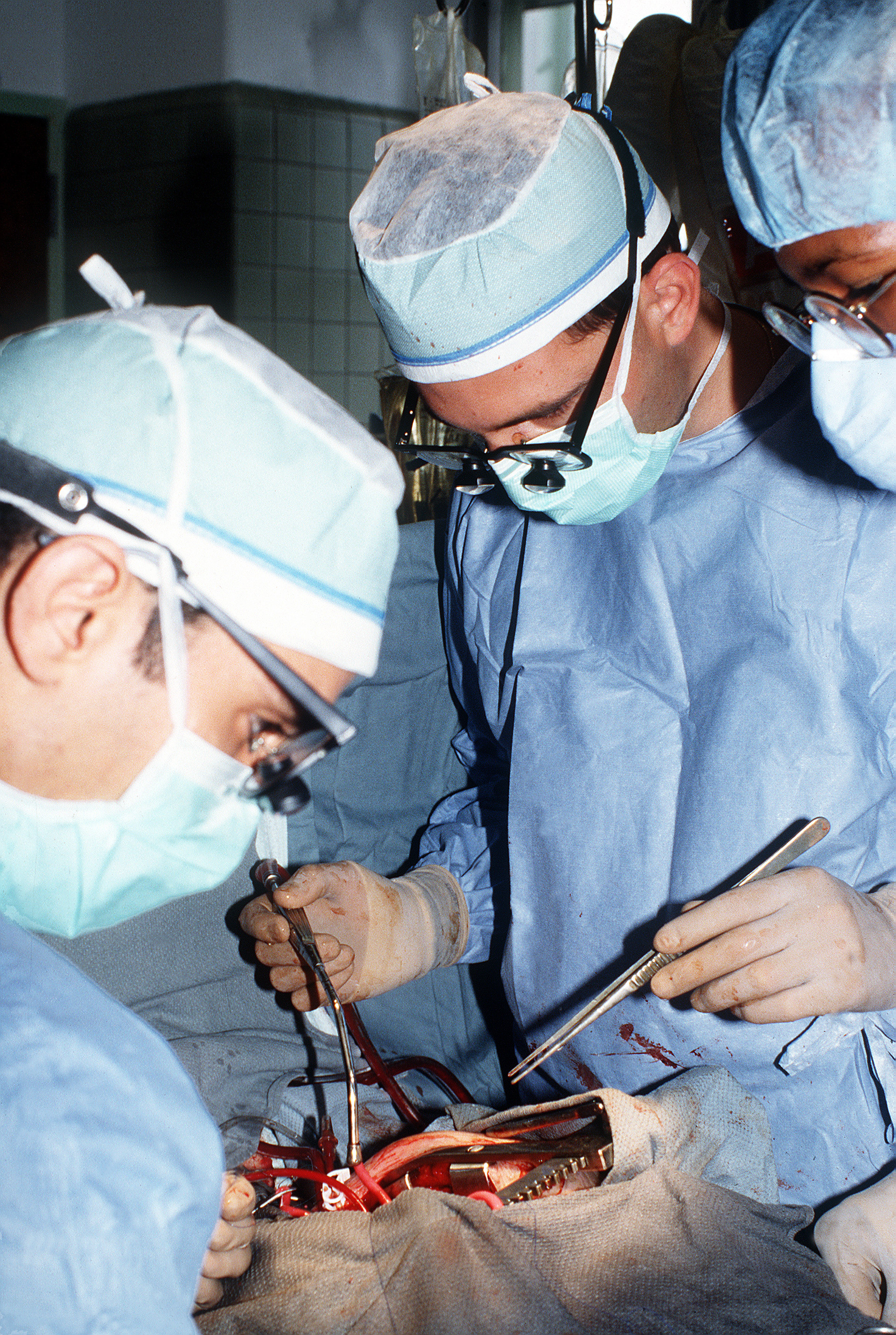
Chirurgien et assistants au bloc opératoire portant des masques chirurgicaux afin de ne pas contaminer le champ opératoire stérile.

Un masque chirurgical (aussi nommé anti-projections, ou d'hygiène ou à trois plis) est un masque de protection respiratoire à usage unique conçu pour limiter la propagation vers l'environnement très proche des germes (bactéries, virus) depuis la bouche, le nez et les voies respiratoires de la personne qui le porte, en retenant les  gouttelettes respiratoires (les postillons) dans un écran filtrant non tissé pouvant comporter une couche imperméable. Ainsi la contamination microbienne de l'entourage immédiat du porteur du masque est significativement restreinte. Toutefois l'efficacité de son action dépend de sa conception, de sa fabrication, de son ajustement et se réduit énormément après un port de quelques heures : il faut alors le jeter dans un récipient approprié.
Un type de ce masque est porté par les professionnels de la santé durant une intervention chirurgicale pour protéger le champ opératoire stérile et empêcher une pareille infection du patient qui s'y trouve. Dans le même but, ce masque devrait être porté par un malade contagieux par les voies respiratoires et il est parfois porté par les femmes allaitantes envers leur nourrisson.
Bien qu'il ne soit pas conçu pour cela, et surtout parce qu'il est relativement peu coûteux, il est aussi souvent porté pour se protéger d'une part contre la pollution de l'air et d'autre part contre d'éventuelles infections, comme lors de la pandémie de Covid-19 en 2020 : s'il est bien conçu et ajusté, son efficacité reste réelle quoique assez imparfaite. 
Mais cet usage généralisé cause une pénurie mondiale de ces masques : c'est un problème central de la pandémie de coronavirus en 2020 qui est résolue par la création de filière de masque en tissu en surproduction.
Le masque chirurgical n'est pas un appareil respiratoire filtrant et ne peut être certifié comme tel. Les autres masques comparables sont les masques de protection dit FFP, médicaux (FFP2 et FFP3) et non-médicaux (anti-poussières : FFP1), et les masques barrières (non médicaux : pour le grand public).

## Caractéristiques

### Fonctionnement
Lors d'un usage unique, un masque dit chirurgical contient plutôt bien la dispersion des gouttelettes respiratoires produites lors d'un éternuement (voir la vidéo ci-contre). Toutefois cette efficacité dépend de sa conception, des matériaux utilisés pour sa fabrication, de ses dimensions et de son ajustement sur le visage. Il a été montré qu'alors il permettait de limiter fortement la transmission des virus aéroportés (grippe, coronavirus…) par des personnes infectées.
Son efficacité a également pu être démontrée dans les espaces clos (à l'intérieur des bâtiments). Par exemple le port généralisé (par les patients, le personnel, les visiteurs) de ce type de masque à l’hôpital permet d'y diminuer significativement le risque de grippe nosocomiale. Dans ce cadre, il montre aussi une efficacité très supérieure aux masques en tissus qui peuvent être utilisés en cas de pénurie, comme pendant l'épidémie de COVID-19 en 2020. Les raisons principales évoquées pour la moindre efficacité des masques en tissus étant la rétention de l'humidité, leur faible capacité de filtration mais aussi la contamination lors de leur réutilisation sans lavage au savon.
La protection apportée lors d'une inspiration est réelle mais n'est pas quantifiée pour un masque chirurgical : Il n'est pas conçu pour protéger le porteur contre l'inhalation de bactéries ou de particules virales en suspension dans l'air. C'est pourquoi les masques de protection FFP offrent une meilleure protection pour ce type d'utilisation.
Pour que l'efficacité du masque subsiste, il ne faut pas qu'il soit trop humide, voire mouillé, car la couche filtrante est alors colmatée. Or ceci se produit après un port prolongé (humidité cumulée de l'expiration), après des éternuements intenses et/ou répétés, si la sueur l’imbibe (utilisation sportive), en extérieur avec la pluie.

### Description
| Paramètre                             | Unité typique     |
| ------------------------------------- | ----------------- |
| Pression différentielle, ∆P           | cm de H2O / cm2   |
| Efficacité de filtration              | %                 |
| Résistance aux projections de liquide | mbar              |
| Perméabilité à l'air                  | ml/s⋅cm2 à 100 Pa |
| Perméabilité à la vapeur d'eau        | g/24 h⋅cm2        |
| Imperméabilisation                    | degré             |

Couche externe d'un masque chirurgical vu au microscope électronique. Il s'agit de polymère en monofilaments fusionnés en treillis. Ils sont photographiés à l'aide d'une lumière polarisante, ce qui donne ces effets colorés.

Un masque dit « chirurgical » est constitué de trois couches : deux couches de tissu non tissées enserrant une couche filtrante. Il peut être de différentes formes : à plis (le plus souvent trois plis longitudinaux pouvant se déployer), en bec de canard (permettant une tenue légèrement distante des lèvres), en coque moulée. Il est tenu sur le visage soit par des élastiques latéraux passant derrière les oreilles (facilité de mise en place mais ajustement au visage moins étroit), soit par des lanières à nouer derrière la tête (difficulté à mettre en place mais bon ajustement au visage).
La présence d'une barrette nasale interne à la bordure haute et ajustable améliore beaucoup la qualité de l'ajustement au visage et donc l'efficacité du masque. De plus elle permet de réduire la formation de buée sur des lunettes.
Le masque se déploie de dessous le menton jusqu'à proximité de la racine du nez, et latéralement sur les joues. Des tailles sont possibles (exemples : homme/femme/adolescent/enfant).
Les masques dits « de soins » sont des masques chirurgicaux simplifiés (type I), peu étanches et peu coûteux : ils sont privilégiés pour le grand public.

### Utilisation et élimination
Parce que le masque chirurgical doit être très ajusté au visage en couvrant bien la bouche et le nez, le port d'une barbe épaisse ne permet pas un bon ajustement. Pour cela, les liens de maintien doivent donc être suffisamment serrés. Pour les jeunes enfants, les élastiques à passer derrière les oreilles peuvent être raccourcis par un nœud mais des masques pédiatriques — c'est-à-dire adaptés à leur morphologie — sont recommandés. Pour assurer au mieux le contact de toute la bordure du masque avec le visage, un renfort modulable intégré — une languette métallique — permet au porteur d'ajuster le haut du masque à l'arête du nez,. De nombreux masques chirurgicaux ont deux faces : l'une blanche, contenant le filtre (donc à mettre en contact direct avec la source de contamination : la bouche et le nez du porteur), et l'autre colorée, le plus souvent bleue, ne contenant pas de filtre (donc à disposer vers l'extérieur),. Le masque dit « à trois plis » se pose avec les plis tombant côté face extérieure.
Pour ne pas toucher l'avant (ni l'arrière) du masque, le masque doit être retiré en le prenant par les liens à l'arrière, puis jeté (usage unique) dans un bac fermé approprié avant un nouveau lavage des mains,.
En contexte d'épidémie, si le masque est utilisé pour se protéger d'une contagion de maladies infectieuses, il ne sera efficace qu'en combinaison avec un lavage des mains fréquent et efficace. L'Organisation mondiale de la santé (OMS) recommande, : de bien se laver les mains avant de le poser, de ne pas toucher le masque durant son utilisation (ou se nettoyer les mains sans attendre) et de changer de masque dès qu'il est humide. Il ne doit jamais être porté sur le front, sur le cou, sur une oreille ou être mis dans la poche, au risque de contaminer son porteur en cas de repositionnement.
L'OMS souligne que :
- S'il est mal utilisé par le grand public, le masque pose plus de problème qu'il n'en résout[12], et, dans tous les cas, les gestes barrières restent indispensables ;
- Le masque est efficace seulement si son porteur se lave fréquemment les mains, avec de l'eau et du savon ou avec un gel nettoyant à base d'alcool[10].

Le GECU considère une fréquence d’utilisation réaliste de 4 masques par 24 h pour les adultes.

### Normalisation et réglementation

Signalétique d'obligation M016 : masque obligatoire

Au niveau international, ces dispositifs médicaux sont l'objet de la norme ISO 13485.
Dans l'union européenne, ces masques sont des dispositifs médicaux soumis :
- au règlement européen 2017/745[15];
- à la norme EN 14683[16].

Le respect de ces textes permet le marquage CE (indication portée en général seulement sur la boîte du lot de masques).
Ces masques sont de 4 types : selon leur efficacité de filtration bactérienne (EFB), dans le sens de l'expiration seulement : I (95% < EFB ≤ 98%) ou II (EFB > 98%), et selon leur résistance aux éclaboussures (si oui : indice R, si non : pas d'indice) ; Exemples : type I (destinés à un usage général), type IIR (réservés aux professionnels de santé intervenant dans les blocs opératoires). Ces indications sont portées en général seulement sur la boîte du lot de masques.
En France, les masques médicaux relèvent du code de la santé publique,.
Aux États-Unis, les masques chirurgicaux doivent être homologués par la Food and Drug Administration.
Le masque dit chirurgical (sauf partiellement le type R) n'est pas un équipement de protection individuelle (EPI) puisqu'il n'est pas conçu pour protéger la personne qui le porte.

## Usages
Dans les contextes, pays ou régions de faible couverture vaccinale des professionnels de santé ou des patients, ou d’efficacité variable du vaccin, le port du masque chirurgical est l'un des moyens de prévenir ou diminuer la propagation d'une épidémie.

### En milieu professionnel médical
Malgré leur nom, tous les masques dit « chirurgicaux » ne sont pas appropriés pour être utilisés pendant les opérations chirurgicales. Ils peuvent être utilisés comme des masques chirurgicaux, médicaux, dentaires ou d'isolement sanitaire. Ils peuvent alors être des équipements de protection individuelle.

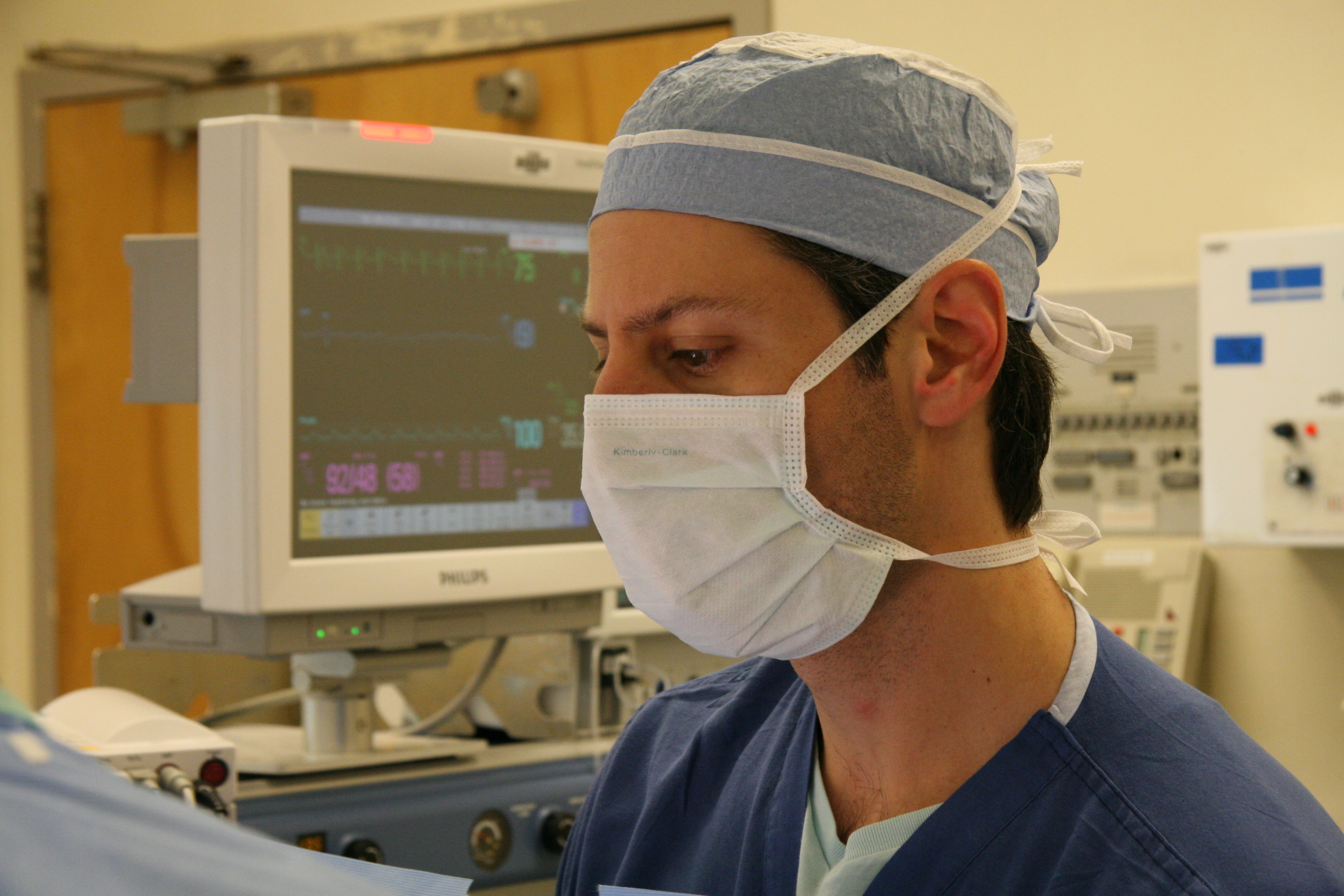
Masque avec liens noués lors d'une opération chirurgicale en Californie (2007).
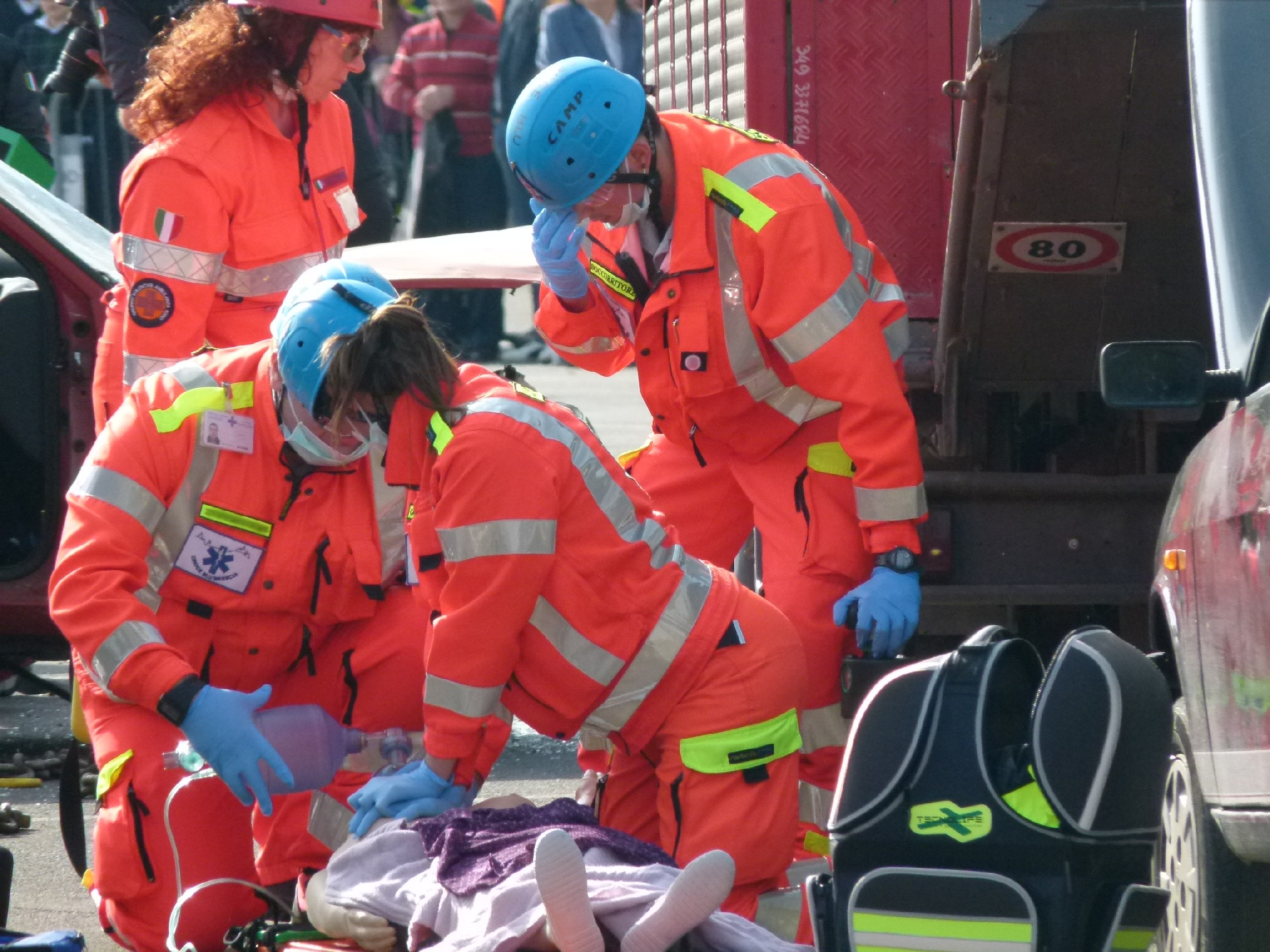
Une équipe d'ambulanciers-secouristes italiens lors d'un exercice (2010).
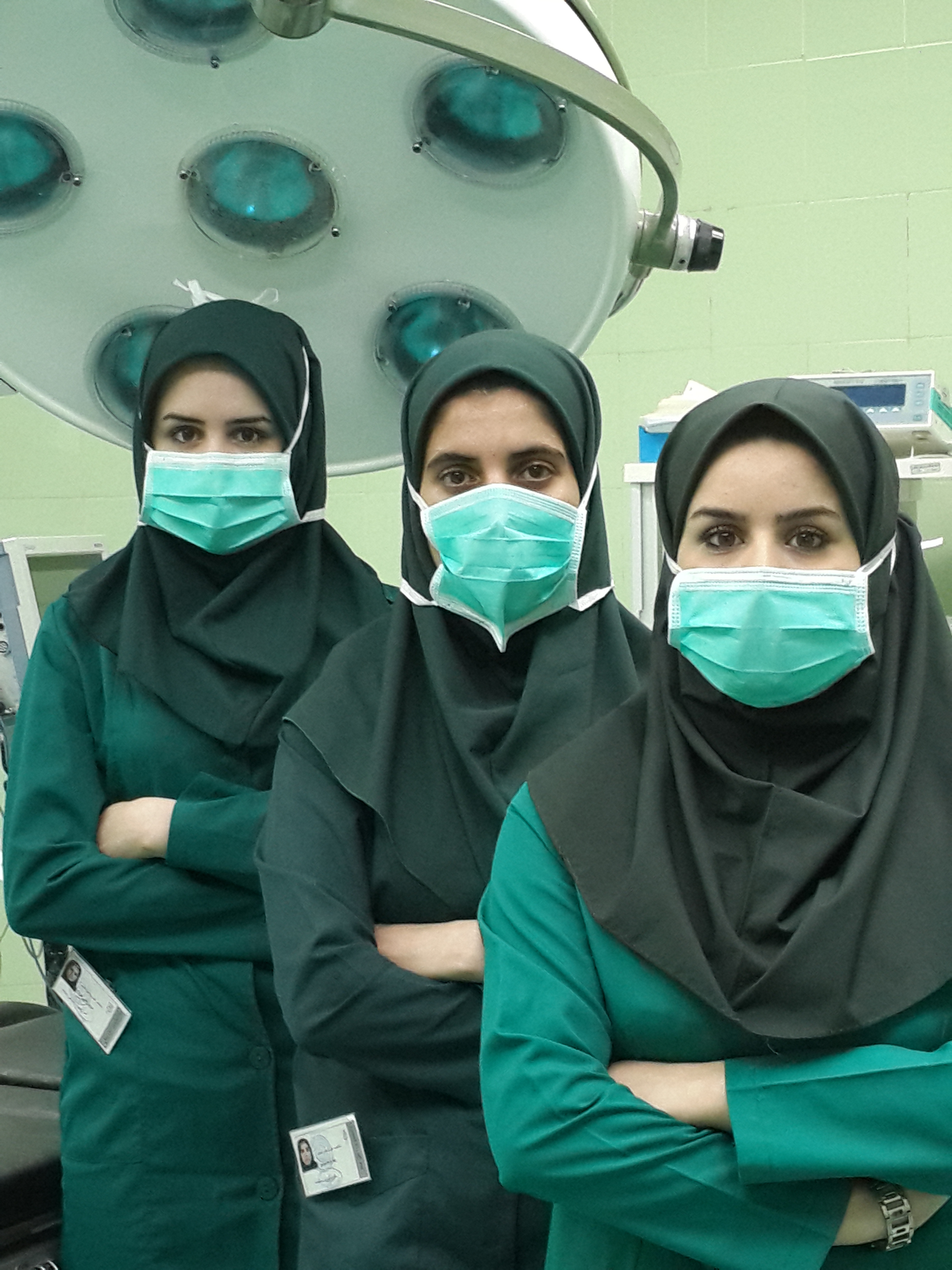
Dans un hôpital en Iran (2013).
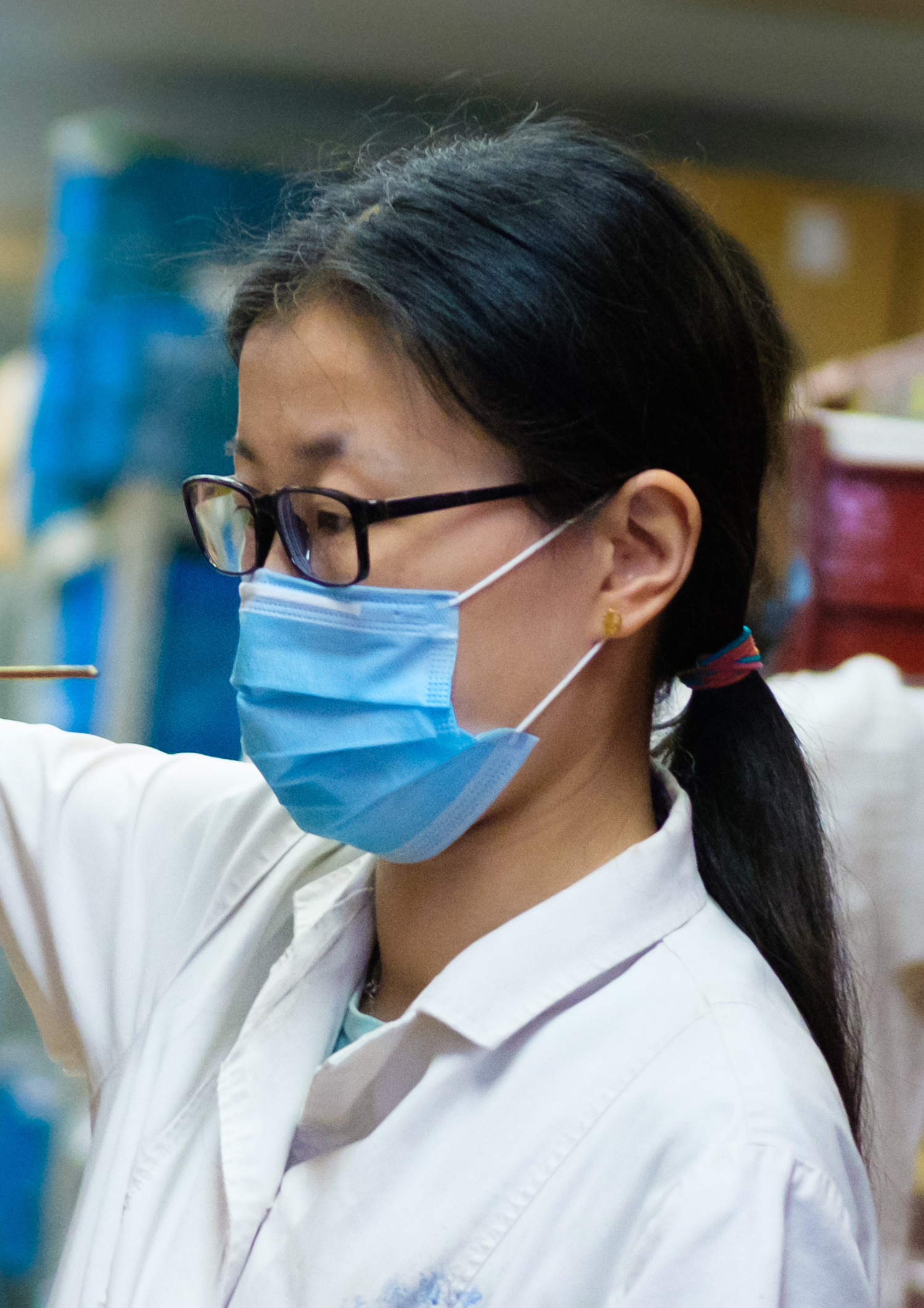
Pharmacienne dans un hôpital chinois (2020).
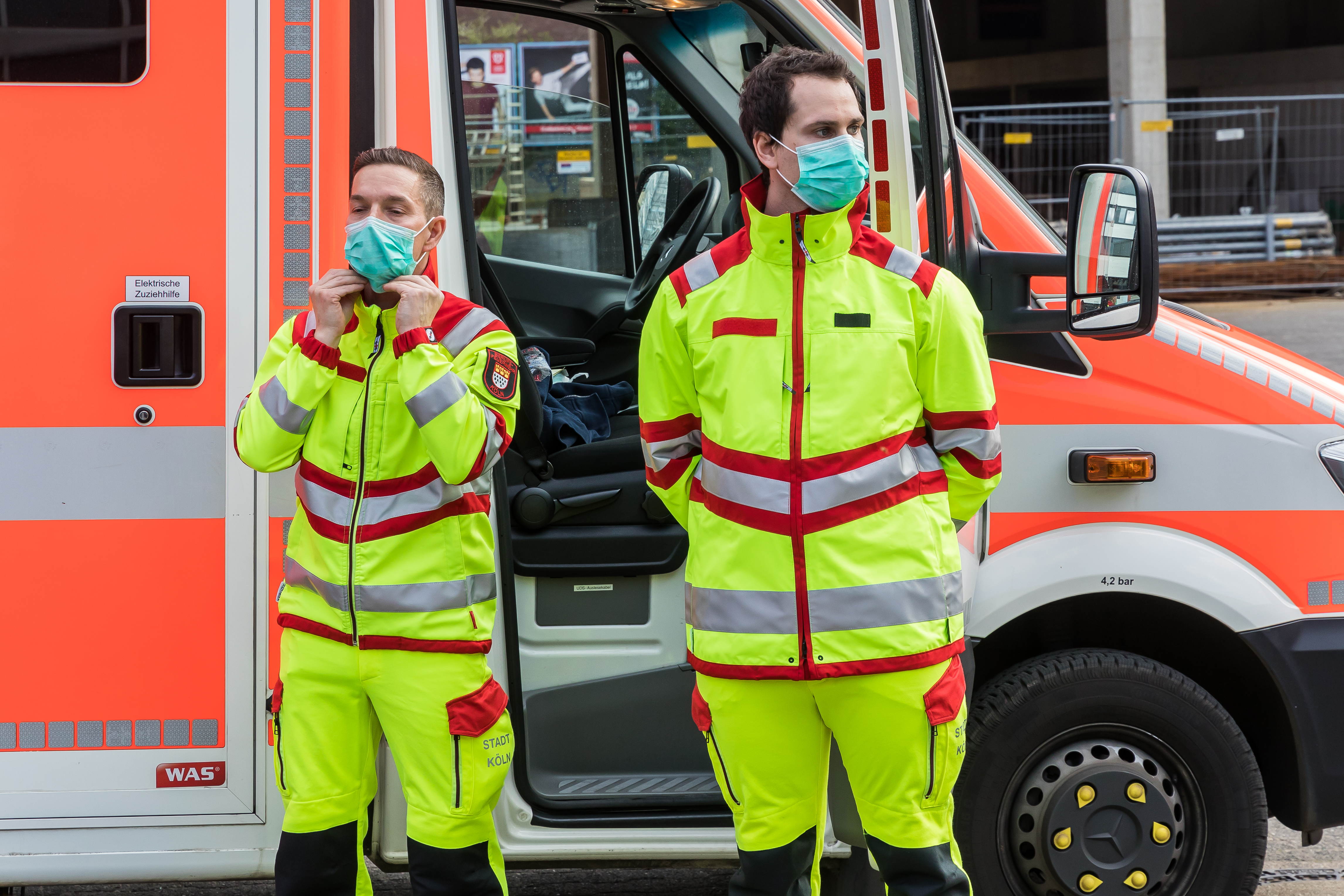
Pompiers-secouristes à Cologne (2020).

### Pour le grand public
Ce masque dit chirurgical est notamment utilisé dans les grandes villes d'Asie de l'Est et du Sud-Est pour limiter l'inhalation de polluants atmosphériques, ou la contamination par des virus comme ceux de la grippe ou les coronavirus.
Depuis le début des années 2000, les masques chirurgicaux sont généralement portés par le grand public toute l'année dans les pays d'Asie de l'Est comme la Chine, le Japon et la Corée du Sud pour réduire les risques de propagation de maladies aéroportées à d'autres et pour empêcher l'inhalation de particules liées à la pollution atmosphérique. Ces masques chirurgicaux sont devenus une déclaration de mode, en particulier dans la culture contemporaine d'Asie orientale, renforcée par sa popularité dans la culture populaire japonaise et coréenne.

#### En période d’épidémie: acceptabilité et efficacité
Ces masques sont ainsi largement utilisés en Chine, à Hong Kong, au Viêt Nam, ou encore à Toronto lors des épidémies de SARS (syndrome respiratoire aigu sévère) en 2002-2003, à Mexico lors de l'épidémie de grippe A (H1N1) en 2009 et dans de nombreux pays lors de la pandémie de Covid-19 (2019-2021). En cas de pénurie, ils sont avant tout recommandés aux personnel soignant et aux personnes présentant des symptômes (toux et fièvre).

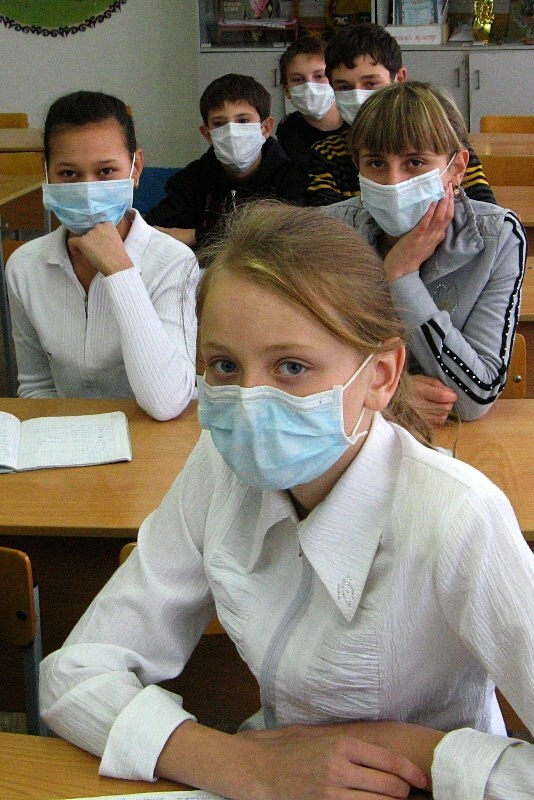
Étudiants au Kazakhstan (2009).
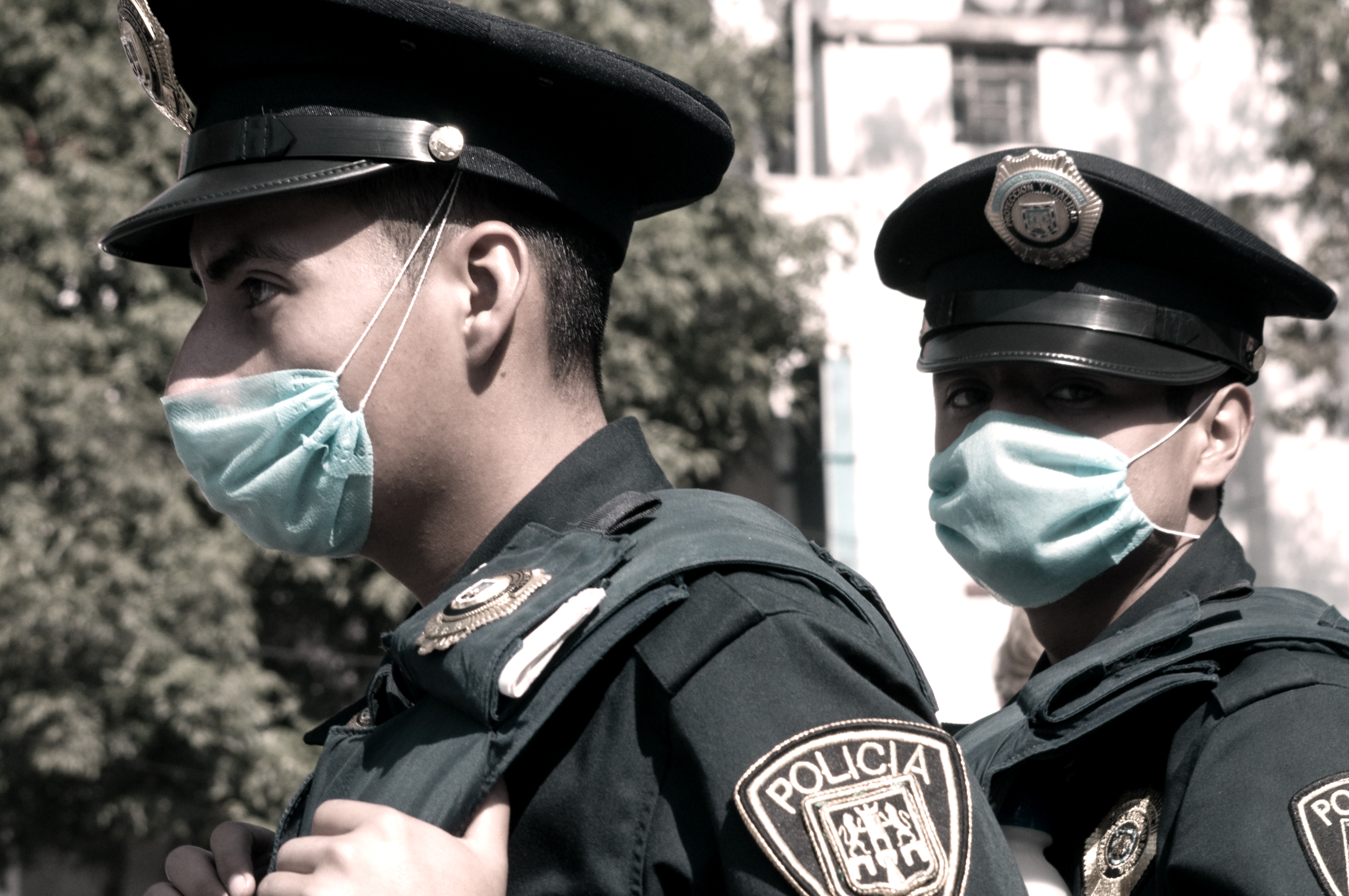
Policiers mexicains lors de l'épidémie de grippe H1N1 (2009).
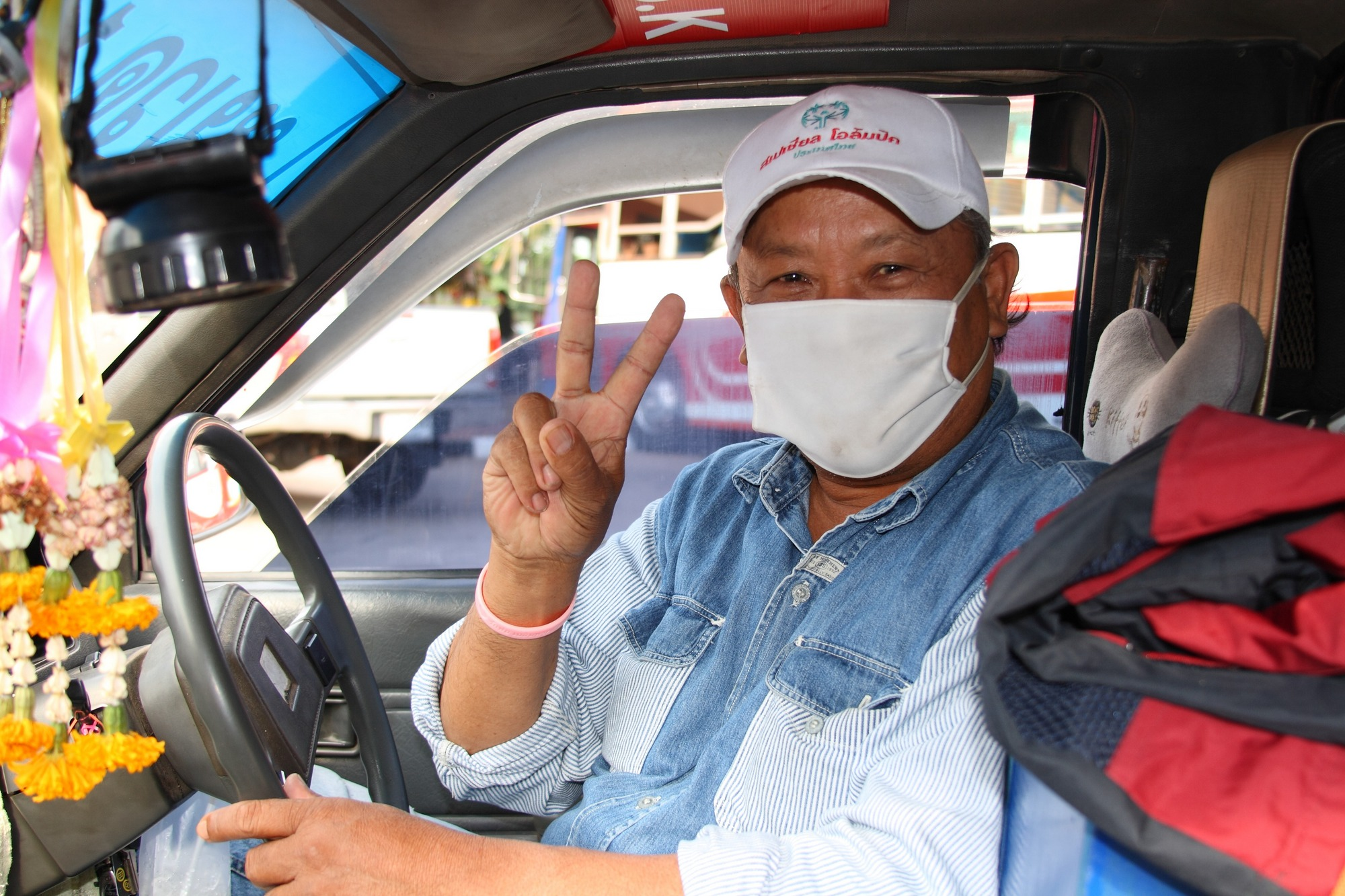
Dans un taxi en Thaïlande (2010).
Soldat américain en manœuvre (2011).
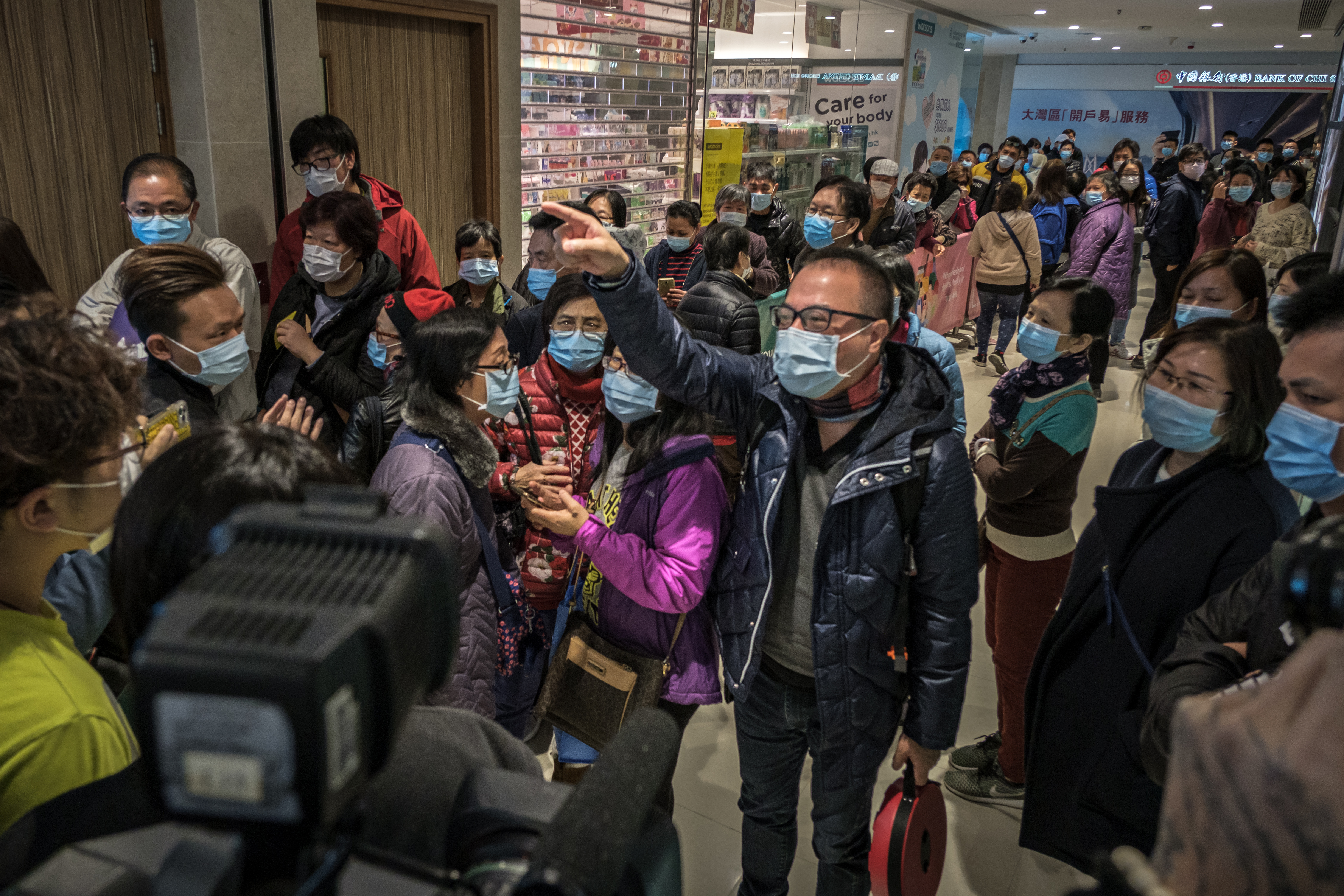
Personnes portant des masques chirurgicaux à Hong Kong, lors de la pandémie de Covid-19.
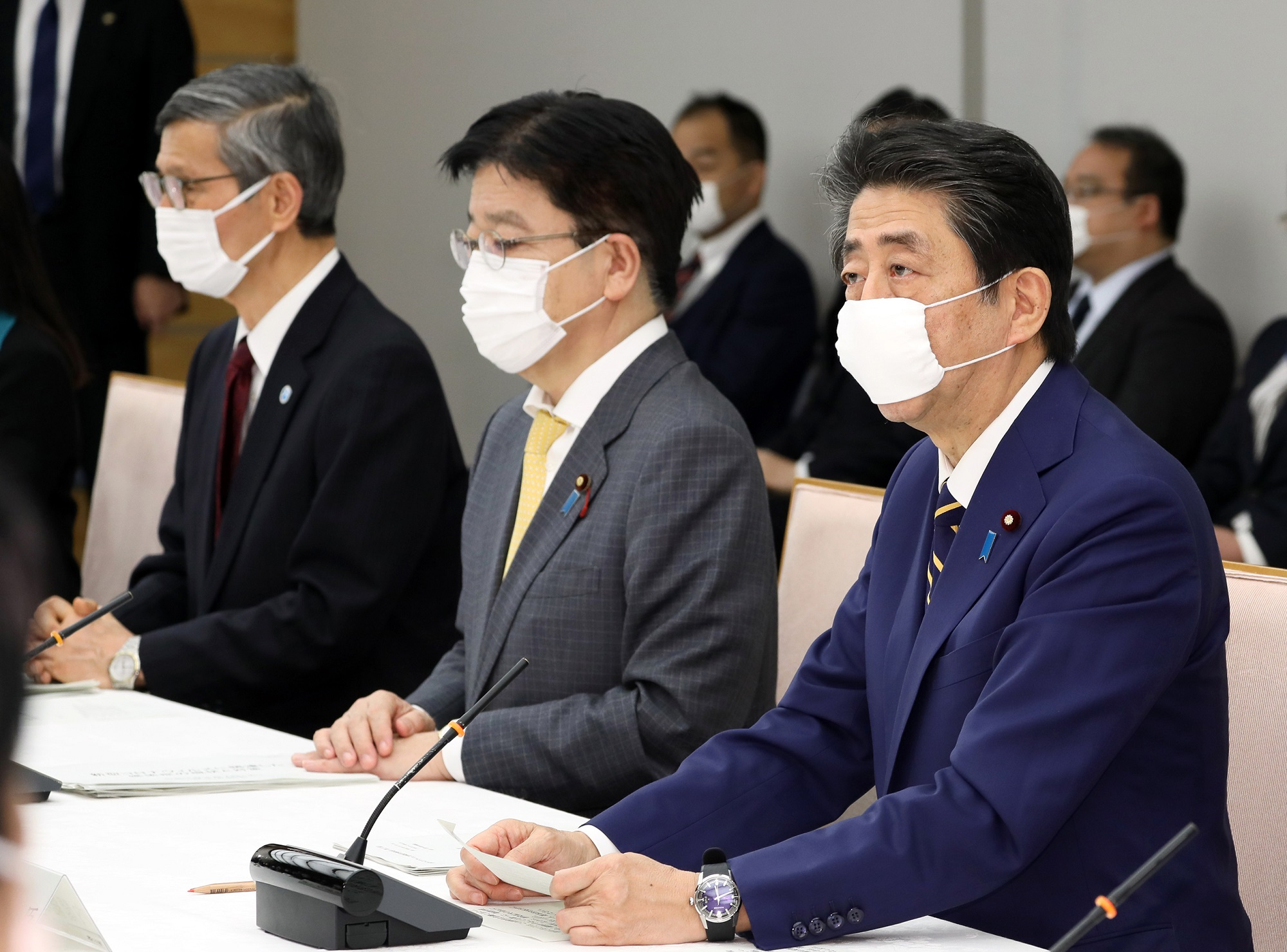
1er ministre japonais Shinzo Abe (à droite) en avril 2020.
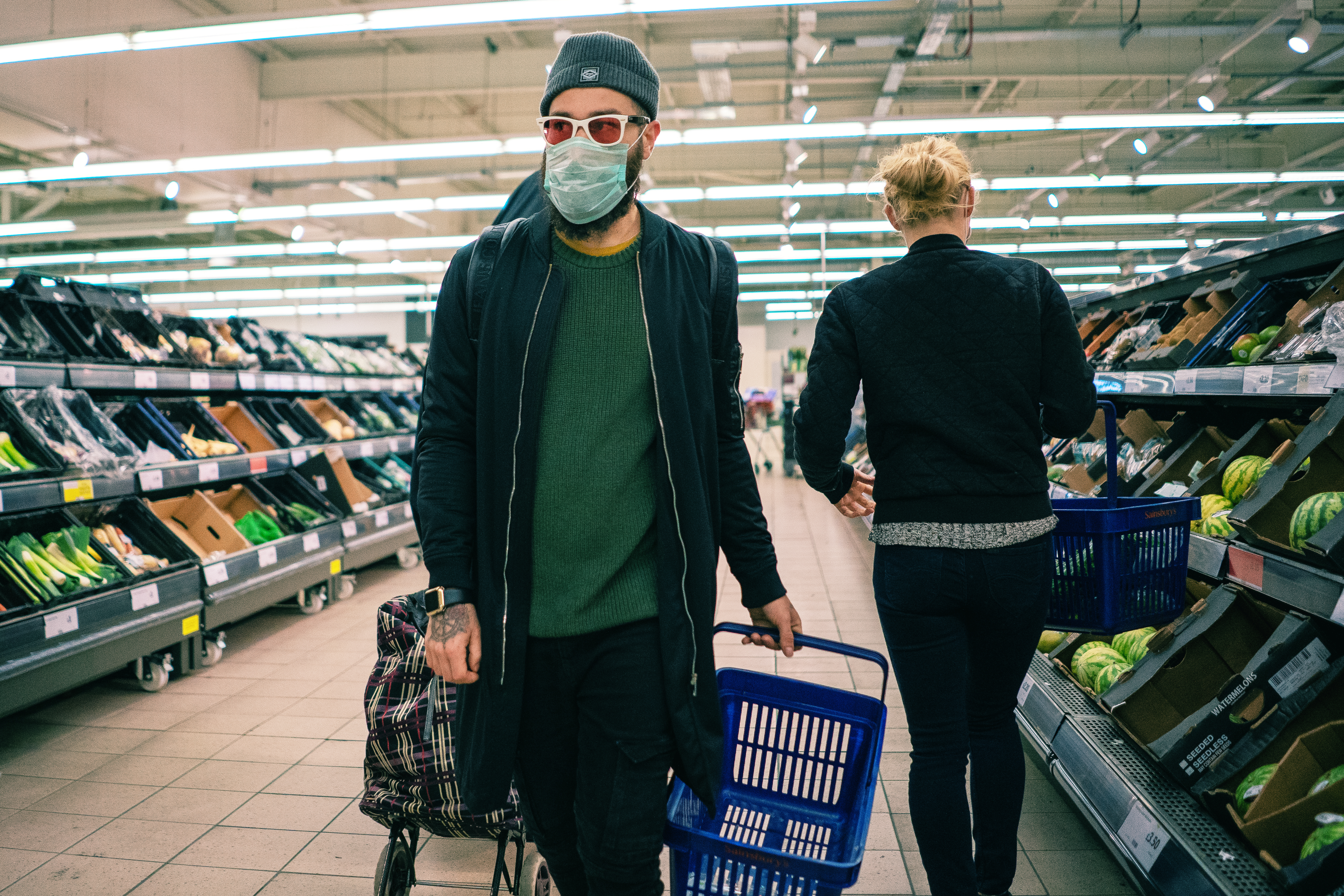
Dans un supermarché (2020).
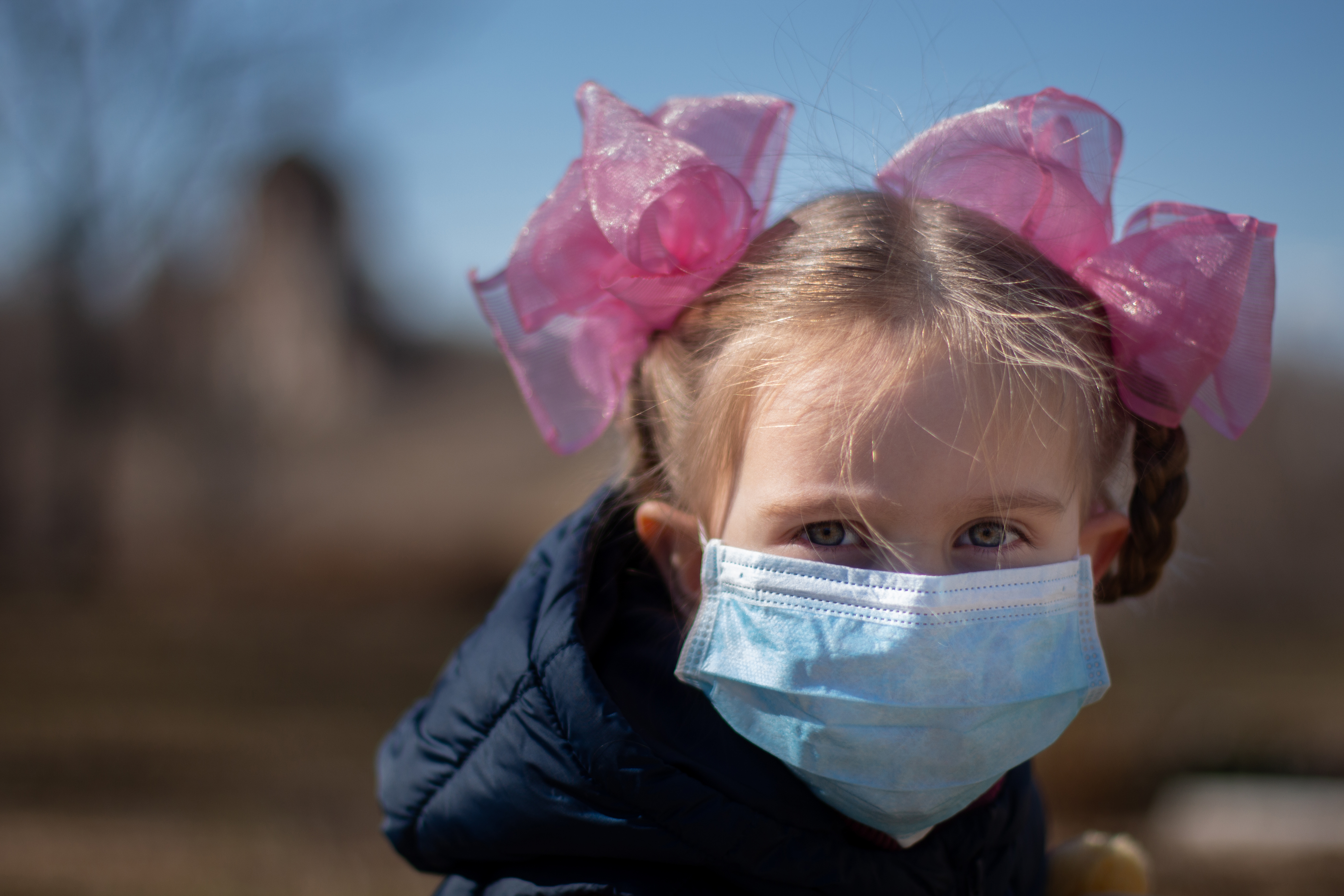
Enfant portant un masque chirurgical.

##### France
En France, le port du masque chirurgical en contexte d'épidémie n'est pas spontané ni traditionnel.
En 2017, deux services-pilotes (Maladies infectieuses et Unité post-urgence) du centre hospitalier de Chambéry ont systématiquement imposé le port d'un masque chirurgical, tant pour les visiteurs que pour les soignants et les malades (dès qu'ils circulaient dans les espaces communs du service) et ce, durant toute une épidémie de grippe (du 19 décembre 2016 au 10 février 2017).
Lors de cette expérience, « aucun cas de grippe nosocomiale n’est survenu dans les deux services concernés, alors que 35 ont été recensés dans les autres services » de médecine chirurgie obstétrique (MCO) de cet établissement de 780 lits.
Cette mesure est apparue « comprise, acceptée et suivie par les soignants, les visiteurs et les patients, d’autant qu’elle semble finalement peu contraignante ». Du côté des professionnels de santé, les agents non-vaccinés se sont sentis plus en sécurité et estiment ainsi mieux protéger les patients. Bien que le masque protège aussi d’autres virus (virus respiratoire syncytial par exemple), et que le vaccin antigrippal ne soit pas efficace dans tous les cas, les personnels vaccinés se sont montrés plus mitigés sur l’intérêt de devoir le porter en période d'épidémie grippale.
Préconisé en 2020 pour limiter le risque de contamination au sein de la population lors de la pandémie de Covid-19, le masque chirurgical était censé être jeté au bout de quatre heures d'utilisation. En novembre 2020, l'Union fédérale des consommateurs-Que Choisir a révélé que, selon plusieurs tests et études scientifiques, ce type de masque dit "jetable" conservait ses propriétés filtrantes après une dizaine de cycles de lavage à soixante degrés.
La majeure partie de la production des masques chirurgicaux en France provient de producteurs chinois. En effet, 84 % des masques chirurgicaux dépendent de ce pays. Néanmoins les distributeurs sont en grande majorité français. Ce sont en grande partie des Grandes et Moyennes Surfaces (GMS) qui sont sur le marché français.
En France, le marché du masque chirurgical est en situation de concurrence pure et parfaite, c’est-à-dire qu’il accueille un très grand nombre d’acheteurs, de vendeurs, et il n’y a pas de différenciation des produits. En outre, l’entièreté de la population française achète des masques chirurgicaux, et presque tous les magasins de premières nécessités, dont toutes les Grandes et Moyennes Surfaces en vendent. Ces masques chirurgicaux sont identiques. De fait, ils sont constitués de la même façon, avec les mêmes éléments, tels que le polypropylène, le caoutchouc, le plastique, la barrette nasale métallique et le coloris bleu.
Puisque le port du masque est obligatoire dans toute la France depuis fin 2020, l’ensemble de la population française doit les acheter. La France applique ainsi son rôle de stabilisation en assurant l’existence des marchés et en en édictant les règles en plafonnant le prix des masques à 95 centimes et avec des sanctions (amendes). Elle incite aussi à le porter via des actions de communication dans les lieux publics, telles que les facultés.
Avec cette énorme hausse d’utilisation des masques, les prix ont flambé mais pour qu’il n’y ait pas d’abus et que cela reste raisonnable pour le consommateur, le prix doit respecter un certain nombre de règles.  
Tout d’abord, le prix unitaire du masque ne doit pas dépasser 0,95 € toutes taxes comprises soit 47,50 € la boîte de 50 masques. Cette régulation a été établie par la DGCCRF (Direction Générale de la Concurrence, de la Consommation et de la Répression de Fraude). Elle permettait d’éviter de trop gros abus de la part des entreprises même si l’augmentation du prix des masques vient aussi de l’augmentation du prix des matières premières. En effet, ce circuit de production a subi de brutal changement et a dû s'adapter très rapidement, il n’y a pas seulement le vendeur final qui a augmenté son prix et profité de la situation pour gagner plus d’argent mais il y a tous les acteurs de ce circuit qui ont dû réviser leur façon de fonctionner. Ensuite, le 11 mai 2020, le gouvernement a obligé le port du masque dans les transports donc on comprend dans tous les cas que beaucoup de monde avait besoin du masque et donc aurait été prêt à l’acheter à n’importe quel prix, on peut dire qu’il avait une disposition à payer très forte. On peut voir, que sur la courbe de l’offre et de la demande de mai 2020, le prix était maximum. Il était 5 à 10 fois plus élevé qu’avant l’épidémie. En effet, en période de pénurie, lorsque la demande est supérieure à l’offre, on a tendance à augmenter les prix. Durant cette période, le prix a atteint son plafond pour qu’il y ait moins de demande et donc donner du temps aux entreprises de produire des masques. Néanmoins, les masques étaient tellement demandés que même avec un prix très haut la demande ne diminuait pas. À l’heure actuelle, le prix des masques a diminué car il y a assez d'offres pour satisfaire toute la demande.
Ensuite, la taxe sur la valeur ajoutée (TVA) a été révisée. En effet, jusqu’en 2022, les masques chirurgicaux et d’autres catégories de masques sont passés d’une taxation à 20 % à une TVA à 5,5 %. Ils sont donc passés dans une catégorie de produits de première nécessité. Cette décision a été manifestée en avril 2020 par les députés de tous les bancs. Cela permet, d'une part, que le prix du masque n’augmente pas encore plus et d'autre part de montrer l’importance et la nécessité du masque à l’heure actuelle. Puis, nous pouvons voir que la demande n’a pas augmenté malgré la baisse de la TVA, car l'élasticité prix est très faible, voire nul, cela signifie que quel que soit le prix, la demande varie très peu. Cette inélasticité explique pourquoi l’État a dû mettre en place des régulations car sans elles le prix du masque aurait continué d’augmenter et les consommateurs auraient quand même continué d’acheter.
Pour finir, on voit que de nombreuses régulations ont été mises en place en avril-mai 2020, c’est-à-dire pendant la pénurie. En effet, c’est à ce moment-là que les masques ont commencé à être très répandus et donc que la demande a augmenté mais la capacité de production dans le monde n’était pas suffisante pour tous nous satisfaire. Le prix a donc inévitablement augmenté, il a donc fallu l’intervention de l’État pour arrêter cette augmentation et éviter que la bulle spéculative ne grossisse. En effet, le masque se vend à un prix affolant malgré son prix de base qui est très faible.

##### Japon
En 2014, quatre milliards de masques ont été produits ou importés au Japon, pour un chiffre d'affaires de 23 milliards de yens. La demande continue depuis d'augmenter, avec les nouveaux masques jetables et une diversification des usages. Ils sont utilisés contre les virus ou bactéries, mais aussi le pollen (pollinose) et la pollution, ou pour réchauffer son visage pendant l'hiver. Selon Naoya Fujita, directeur de l'Association japonaise des industries de l'hygiène, « la volonté de se protéger des maladies fait partie intégrante de la psyché japonaise. Ce sentiment est plus fort que la gêne occasionnée par le port d'un masque en public. Au Japon, la politesse exige de tout faire pour éviter de contaminer les autres lorsque l'on souffre d'un rhume ».
Le port de masques se serait répandu quand l'industrialisation du pays a augmenté la pollution de l'air au début du XXe siècle (ère Meiji). Il se serait généralisé lors de la pandémie de grippe de 1918 et après le Séisme du Kantō de 1923 qui avait provoqué une crise sanitaire.

## Histoire
A priori, l'usage de masque par les hommes primitifs ayant des affinités relevant des soins curatifs remonte à la préhistoire. Dans la grotte des Trois-Frères en Ariège, France, on peut encore admirer un dessin datant de 17 000 à 20 000 ans représentant un médecin ou sorcier, le visage recouvert d'un masque toutefois probablement indépendamment de toute considération infectieuse mais peut être pragmatiquement éprouvé par observation.
L'émergence d'infections touchant l'espèce humaine est documentée à partir du Néolithique, soit environ 10 000 à 15 000 ans avant le présent, à l'époque de la sédentarisation et de la naissance de l'agriculture.
Le premier chirurgien utilisant un tel masque facial, alors en tissu, fut le français Paul Berger lors d'une opération en 1897 à Paris.
Les masques chirurgicaux sous leur forme encore utilisée en 2021 sont entrés en service dans les années 1960. Ils ont largement remplacé les masques jusqu'alors en tissu.

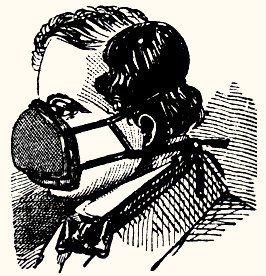
Gravure tirée du livre de classe de chimie de Edward L. Youmans, publié à New York (1858).
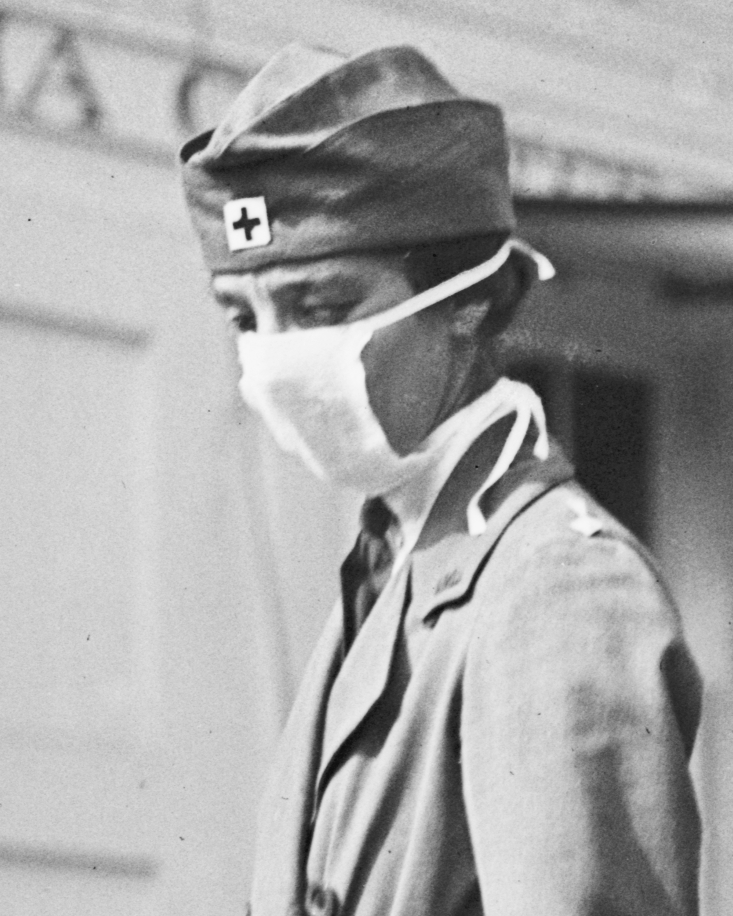
Infirmière de la Croix-Rouge à Washington D.C. (1918).
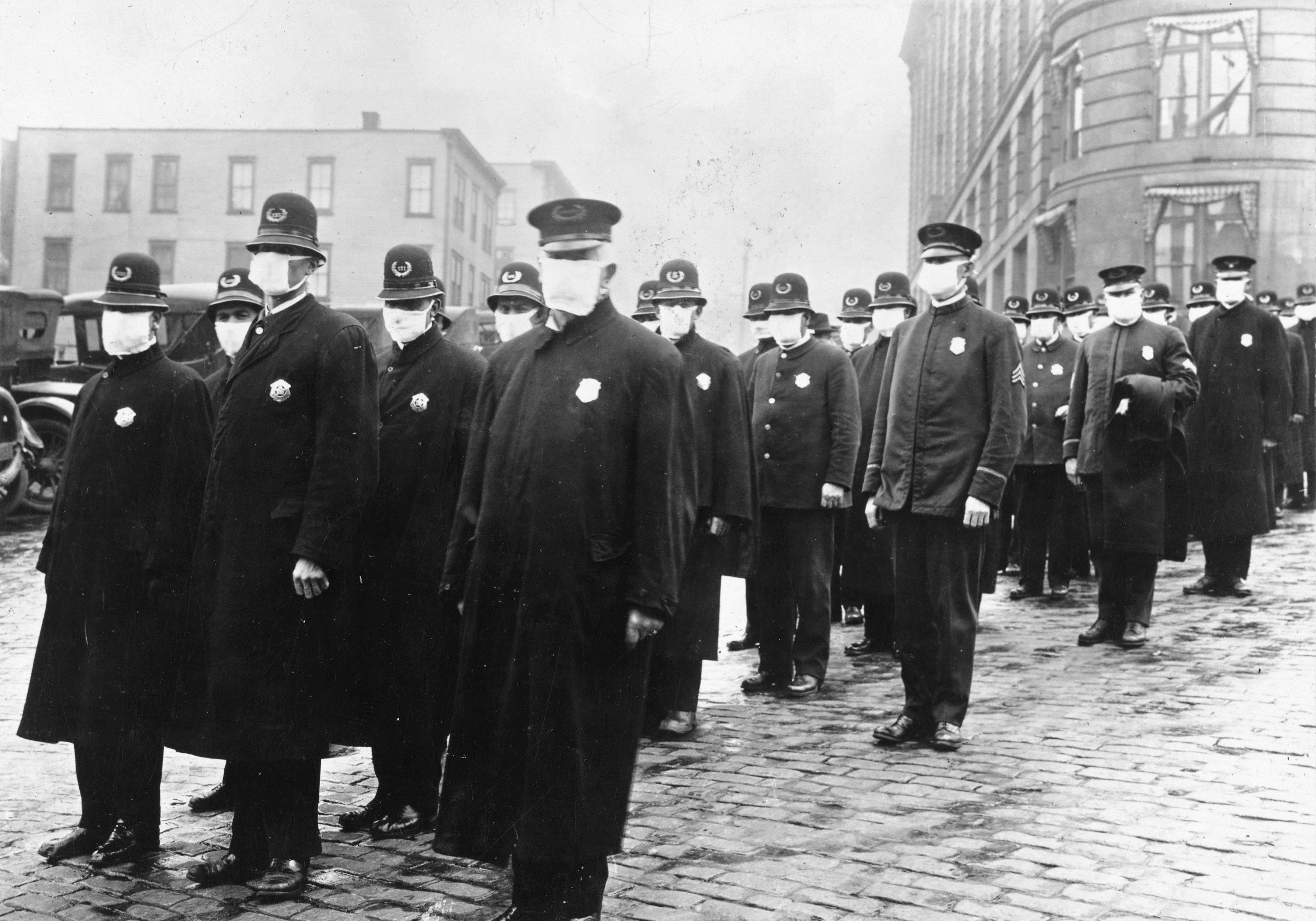
Policiers portant des masques fabriqués par la Croix-Rouge, pendant l'épidémie de grippe espagnole, à Seattle (1918).
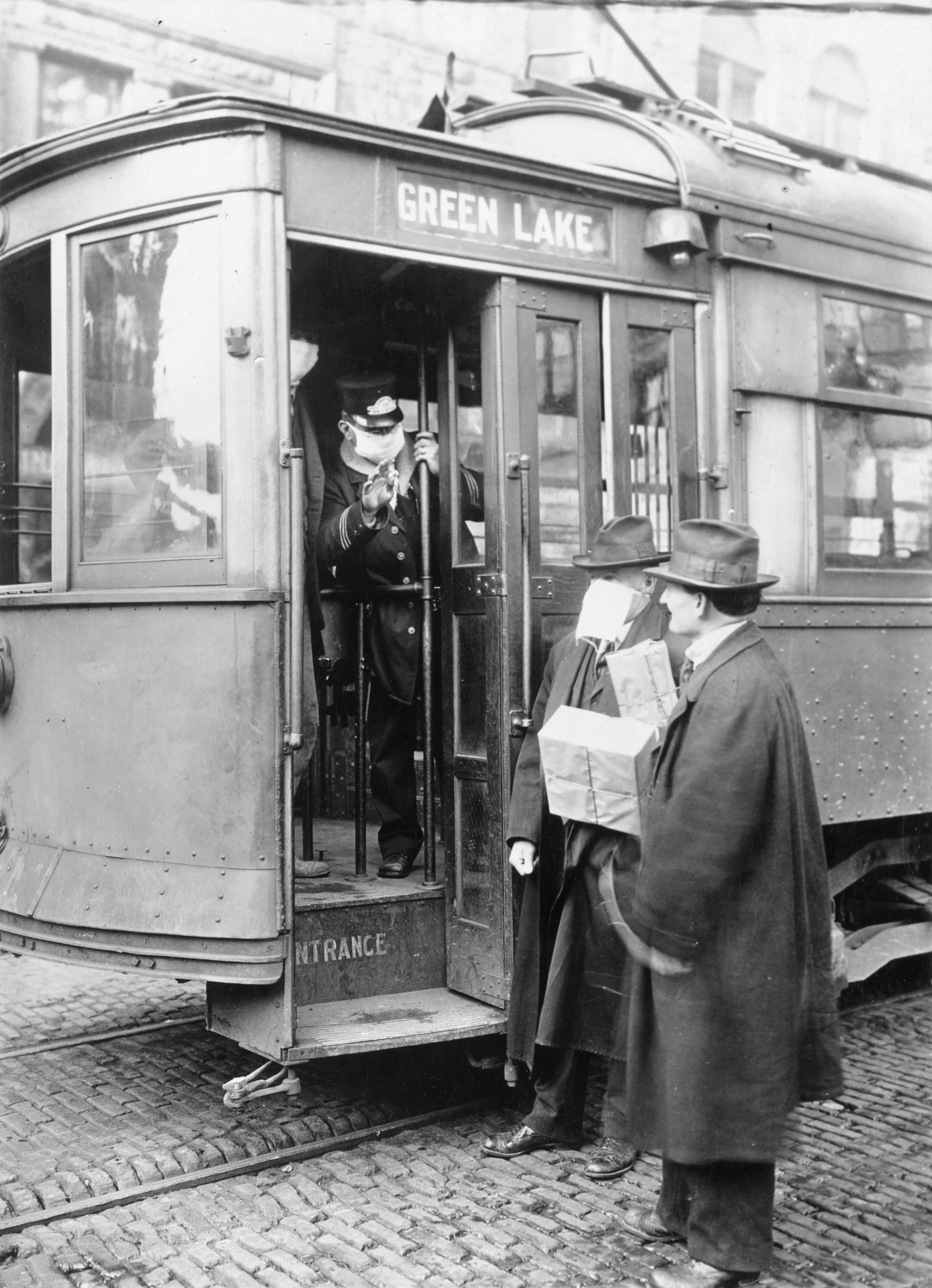
Passager sans masque se voyant refuser l'accès au tramway (Seattle, 1918).
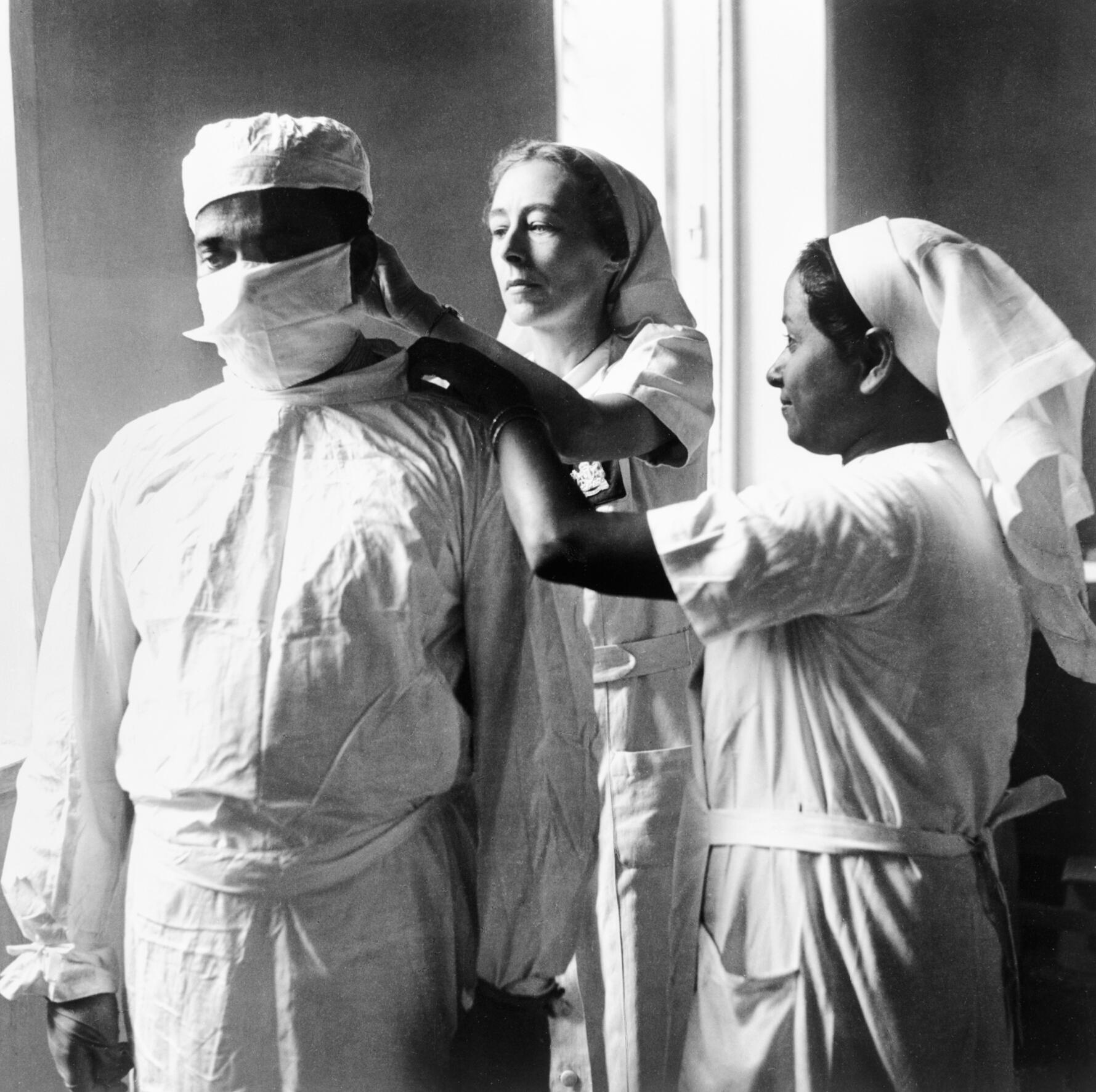
Pose d'un masque de protection bouche-nez à Calcutta (1944).

## Fabrication
Les masques chirurgicaux sont usuellement en matériau non-tissé (PP : polypropylène) composés de trois couches :
- Deux couches dites "SpunBond" (procédé par extrusion à froid) : une couche interne blanche et une couche externe pouvant être colorée (bleue, verte, violette, etc.),
- Une couche centrale de filtration dite "MeltBlown" (fusion/soufflage) (procédé par extrusion à chaud, le PP étant fondu puis soufflé)[13].

Quelques masques sont en multi-composants en PP, polyéthylène téréphtalate (PET) et polyester.

## Règlementation
En Europe sont en vigueur le règlement européen n° 2017/745 relatif aux dispositifs médicaux et a norme européenne NF EN 14683.